# Frank Floyd
Frank Joseph Floyd, conosciuto sotto il falso nome di Jack Egan (Filadelfia, 27 maggio 1878 – Drexel Hill, 15 marzo 1950), è stato un pugile statunitense.
Partecipò alle gare di pugilato dei pesi leggeri e dei pesi welter ai Giochi olimpici di Saint Louis 1904. Vinse la medaglia d'argento nella categoria pesi leggeri dopo esser stato sconfitto in finale da Harry Spanjer mentre nella categoria pesi welter fu sconfitto al primo match da Albert Young, conquistando comunque la medaglia di bronzo.
L'anno successivo all'Olimpiade, nel 1905, la AAU squalificò Floyd perché aveva gareggiato sotto falso nome e ritirò tutte le sue vittorie comprese le due medaglie olimpiche.